# Władysław Kowalski (inżynier)
Władysław Jan Kowalski (ur. 22 maja 1892 w Krakowie, zm. ?) – działacz niepodległościowy, inżynier, mierniczy przysięgły, kapitan piechoty Wojska Polskiego.

## Życiorys
Urodził się 22 maja 1892 w Krakowie, w rodzinie Jana i Barbary z domu Garban. W 1911 ukończył naukę w VIII klasie c. k. Gimnazjum II w Nowym Sączu jako chlubnie uzdolniony i otrzymał świadectwo dojrzałości z odznaczeniem. W latach 1912–1914 studiował na Politechnice Lwowskiej i Wiedeńskiej.
W 1914 został wcielony do armii austro-węgierskiej i skierowany do szkoły oficerów rezerwy. W styczniu 1915, po ukończeniu szkoły, został wysłany na front wschodni. 13 czerwca tego roku dostał się do niewoli rosyjskiej, w której przebywał do 31 października 1918. Z informacji opublikowanej na stronie Muzeum Józefa Piłsudskiego w Sulejówku wynika, że Władysław Kowalski ur. 22 maja 1892 służył w Legionach Polskich i był uznany za zaginionego.
W listopadzie 1918 wstąpił do Wojska Polskiego, został przydzielony do 1 pułku piechoty w Lublinie i wysłany do Kowla na stanowisko komendanta dworca. W Kowlu pozostawał do 6 lutego 1919. Do końca kwietnia tego roku był leczony w Szpitalu Wojskowym w Chełmie na tyfus plamisty. W międzyczasie (14 marca 1919) jako porucznik byłych Legionów Polskich został formalnie przyjęty do Wojska Polskiego z dniem 15 listopada 1918 i przydzielony do 23 pułku piechoty. 25 maja 1919 został przydzielony do Dowództwa 1 Dywizji Piechoty Legionów na stanowisko szefa oddziału II sztabu. 2 stycznia 1920 rozpoczął naukę w Wojennej Szkole Sztabu Generalnego, w charakterze słuchacza II Kursu. Wykazywał się dobrą znajomością języka rosyjskiego. W połowie kwietnia został skierowany na praktykę sztabową w Dowództwie 18 Dywizji Piechoty. Na początku lipca 1920 został przydzielony do Oddziału III Sztabu 6 Armii na stanowisko oficera operacyjnego. Na podstawie pisma nr 145/pf Naczelnego Dowództwa WP z 31 grudnia 1920 został skreślony z listy słuchaczy Szkoły Sztabu Generalnego (odszedł na własną prośbę).
1 czerwca 1921 jako kapitan adiutant sztabowy pełnił służbę w 12 Dywizji Piechoty, a jego oddziałem macierzystym był 23 pułk piechoty. 16 czerwca 1921 jako oficer Dowództwa 6 Armii został zwolniony z czynnej służby wojskowej z zaliczeniem do Rezerwy armii. W rezerwie został przydzielony do 23 pułku piechoty.
Zarządzeniem MSWojsk. L. 28400/V. E. 23 z 31 sierpnia 1923 został pozbawiony stopnia oficerskiego. W grudniu 1932 ogłoszono, że wskutek rehabilitacji sądowo-honorowej został mu przywrócony stopień kapitana rezerwy korpusu oficerów piechoty ze starszeństwem 1 czerwca 1919 (lokata 1323,5) z przynależnością macierzystą do 33 pułku piechoty w Łomży. W 1934, jako oficer stanu spoczynku pozostawał w ewidencji Powiatowej Komendy Uzupełnień Warszawa Miasto III. Posiadał przydział do Oficerskiej Kadry Okręgowej Nr I. Był wówczas w grupie oficerów „powyżej 40 roku życia”.
7 maja 1928 złożył przysięgę mierniczego przysięgłego.
Mieszkał w Warszawie przy ul. Żórawiej 23 razem z Władysławem Kowalskim Wierusz, który był właścicielem fabryki izolacji korkowej przy ul. Dworskiej 14–16.
22 sierpnia 1945 wrócił do Polski. 10 października 1947 w Rejonowej Komendzie Uzupełnień Chorzów wypełnił arkusz ewidencji personalnej oraz napisał życiorys. W listopadzie tego roku przebywał w Katowicach.

## Ordery i odznaczenia
- Krzyż Niepodległości – 13 września 1933 „za pracę w dziele odzyskania niepodległości”[22][1][23]